# 114 (číslo)
Sto čtrnáct je přirozené číslo, které následuje po čísle sto třináct a předchází číslu sto patnáct. Římskými číslicemi se zapisuje CXIV. Stočtrnáctým dnem kalendářního roku je 24. duben (v přestupném roce 23. duben).

## Matematika
- abundantní číslo
- bezčtvercové celé číslo
- nepříznivé číslo
- v desítkové soustavě nešťastné číslo

## Chemie
- 114 je protonové číslo flerovia; stabilní izotop s tímto neutronovým číslem mají 3 prvky (osmium, iridium, platina, tedy tzv. těžké platinové kovy); a také nukleonové číslo nejběžnějšího izotopu kadmia a druhého nejméně běžného přírodního izotopu cínu[1]

## Roky
- 114
- 114 př. n. l.